# Rarotongesiska
Rarotongesiska (eget namn: Māori Kūki 'Āirani "Cooköarnas maori" eller Ipukarea "hemlandets språk") är ett polynesiskt språk som talas på Cooköarna. Tillsammans med engelska ett av de officiella språken i Cooköarna.
Språket delas i fem huvuddialekter. Rarotongesiska anses vara hotat och dess närmaste släktspråk är bl.a. maori och tuamontu.
Språket skrivs med latinska alfabetet. Bibeln översattes i sin helhet till rarotongesiska år 1851.

## Fonologi

### Konsonanter
|          | Labial | Alveolar | Velar | Glottal |
| -------- | ------ | -------- | ----- | ------- |
| Nasal    | m      | n        | ŋ     |         |
| Klusil   | p      | t        | k     | ʔ       |
| Likvida  |        | ɾ ~ l    |       |         |
| Frikativ | f ~ v  | s*       |       | h       |

Fonemen [s] finns endast i Tongarevas dialekt. 
Källa:

### Vokaler
|            | Främre | Central | Bakre |
| ---------- | ------ | ------- | ----- |
| Sluten     | i      |         | u     |
| Halvsluten | e      |         | o     |
| Öppen      |        | a       |       |

Alla vokaler kan realiseras 
Källa: